# Соколов, Арсений Александрович (физик)
Арсе́ний Алекса́ндрович Соколо́в (1910—1986) — советский физик-теоретик, специалист в области квантовой теории поля и физики элементарных частиц. Лауреат Сталинской, Ломоносовской, Государственной премии СССР. Соавтор Д. Д. Иваненко.

## Биография
Окончил физико-математический факультет Томского университета (1931). Защитил кандидатскую диссертацию по теме «Движение электронов в кристаллической решетке» (1934, под руководством профессора П. С. Тартаковского). Доцент по кафедре теоретической физики физико-математического факультета Томского университета (1935). Защитил докторскую диссертацию по теме «Квантовая теория затухания при рассеянии частиц» (1942, Ленинградский физико-технический институт, в то время находившийся в эвакуации в Казани).
В 1937—1939 годах преподавал на физико-математическом факультете Томского государственного педагогического института, с 1938 года в должности профессора.
В период 1948—1954 годов декан физического факультета МГУ имени М. В. Ломоносова. Руководил работами по строительству и оснащению нового здания факультета на Ленинских горах. Член ВЛКСМ с 1924 по 1938. Член КПСС, секретарь парткома, профессор, заведующий кафедрой теоретической физики физического факультета МГУ (1966—1982). Автор (совместно с Д. Д. Иваненко) первого советского учебника по квантовой теории поля. 
Соколов был активным противником теории относительности Эйнштейна и в последние годы жизни Сталина направил в ЦК партии многочисленные письма с требованиями «принять меры» к «идеалистам» — сторонникам теории относительности (в этом его поддерживал секретарь ЦК Д. Т. Шепилов). В 1954 г. Соколов был уволен, что позволило устроить на физический факультет ряд видных физиков — Л. Ландау, Л. Арцимовича и других.
Похоронен на Ваганьковском кладбище. Участок № 60, родственное захоронение.

## Научная деятельность
Внёс значительный вклад в развитие квантовой теории поля, физики элементарных частиц. Совместно с Д. Д. Иваненко разрабатывал теорию синхротронного излучения. Совместно с И. М. Терновым предсказал эффект квантового уширения макроскопической орбиты электрона в циклическом ускорителе (1953). Теоретически предсказал и экспериментально подтвердил радиационную поляризацию электронов синхротронным излучением (эффект Соколова — Тернова). Это было признано как научное открытие и занесено в Государственный реестр открытий СССР под № 131 от 7 августа 1973 года с приоритетом от 26 июля 1963 года в формулировке «Эффект самополяризации электронов и позитронов в магнитном поле».

#### Книги
1. Соколов А. А., Иваненко Д. Д. Классическая теория поля. — М.; Л: Гостехиздат, 1951.
2. Соколов А. А., Иваненко Д. Д. Квантовая теория поля. — М.; Л: Гостехиздат, 1952.
3. Соколов А. А. Введение в квантовую электродинамику. — М.: ГИФМЛ, 1958.
4. Соколов А. А., Лоскутов Ю. М., Тернов И. М. Квантовая механика,Учебное пособие, М.,591 стр,1962
5. Соколов А. А. Элементарные частицы. — М.: Изд-во МГУ, 1963.
6. Соколов А. А., Тернов И. М. Синхротронное излучение. — М.: Наука, 1966.
7. Соколов А. А., Тернов И. М. Квантовая физика, — М., 1970.
8. Соколов А. А., Тернов И. М. Квантовая механика и атомная физика. — М.: Просвещение, 1970.
9. Соколов А. А., Тернов И. М. Релятивистский электрон. — М., 1974.
10. Соколов А. А., Тернов И. М., Жуковский В. Ч. Квантовая механика. — М.: Наука, 1979.
11. Соколов А. А., Тернов И. М., Жуковский В. Ч., Борисов А. В. Квантовая электродинамика. — М.: Изд-во Моск. ун-та, 1983.
12. Соколов А. А., Тернов И. М., Жуковский В. Ч., Борисов А. В. Калибровочные поля. — М.: Изд-во МГУ, 1986.

### Ученики
Подготовил 17 докторов и около 50 кандидатов наук. В числе учеников И. М. Тернов, Б. К. Керимов, А. Н. Матвеев, Ю. М. Лоскутов, В. Ч. Жуковский, Д. В. Гальцов, Б. А. Лысов, Ю. Г. Павленко, А. О. Барвинский, Н. П. Клепиков, Р. М. Мурадян, В. И. Григорьев.

## Прочее
- Член издательского Совета «Новые книги за рубежом» (1959—1986)
- Член редколлегии журнала «Известия высших учебных заведений. Физика»

## Награды
- Серебряная медаль ВДНХ СССР (1975)
- Бронзовая медаль ВДНХ СССР (1980)
- Медаль им. Шиллера Йенского Университета (ГДР)

### Почётные звания
- Заслуженный деятель науки и техники РСФСР (1971)

### Ордена и медали
- Орден «Знак Почёта» (награждён дважды)
- Медаль «За трудовую доблесть» (1967)

### Премии
- Сталинская премия (1950).
- Ломоносовская премия МГУ (1971) — за цикл работ «Результаты новейших исследований синхротронного излучения и его применения».
- Государственная премия СССР (1976) — за предсказание и развитие теории эффекта самополяризации электронов и позитронов в магнитном поле.
- Премия Московского Общества испытателей природы II-й степени (1969).